# Quarteera
Quarteera e.V. ist eine Organisation russischsprachiger Lesben, Schwuler, Bisexueller, Trans*-Personen und ihrer Freunde in Deutschland. Der eingetragene Verein wurde im Jahre 2011 in Berlin gegründet. Der Name der Organisation ist ein Wortspiel und leitet sich aus den Wörtern queer, art und quartier ab.
Erstmals trat Quarteera 2009 öffentlich in Erscheinung, als einige Aktivisten am Internationalen Tag gegen Homophobie am 17. Mai einen Rainbow-Flashmob organisierten. Dabei ließen sie tausende bunte Luftballons steigen. Offiziell gegründet wurde der Verein jedoch erst im April 2011. Ein wichtiges Ziel des Vereins ist die Arbeit mit russischsprachigen queeren Zuwanderern und ihre Unterstützung beim Coming-out in der Familie. Für die Zukunft ist eine professionelle psychologische und juristische Beratung geplant.

## Tätigkeit

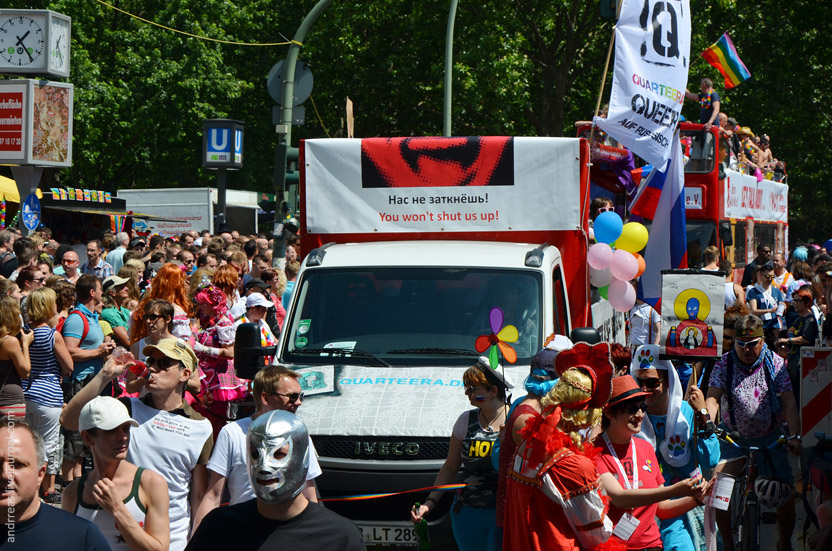
Quarteera e. V. und russischsprachige LGBT-Community Deutschlands protestierten auf dem Berliner CSD 2012 gegen homophobe Gesetze in Russland

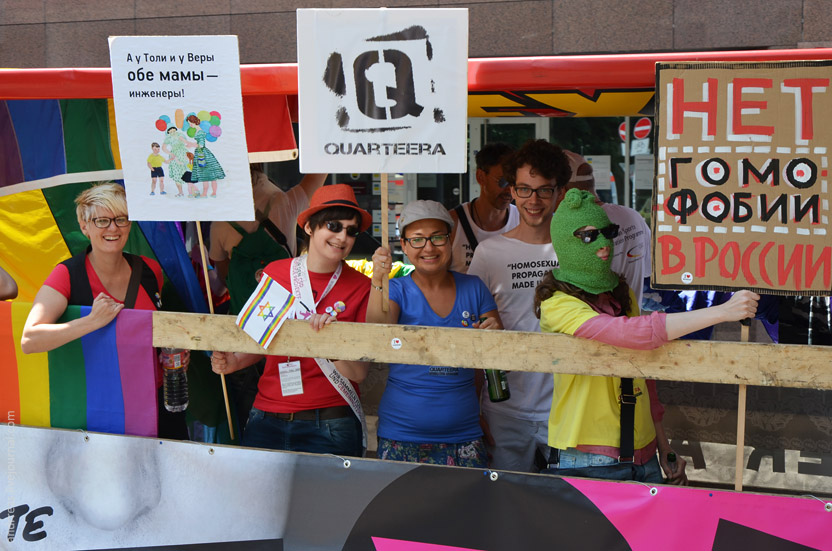
Quarteera beim Berliner CSD 2012

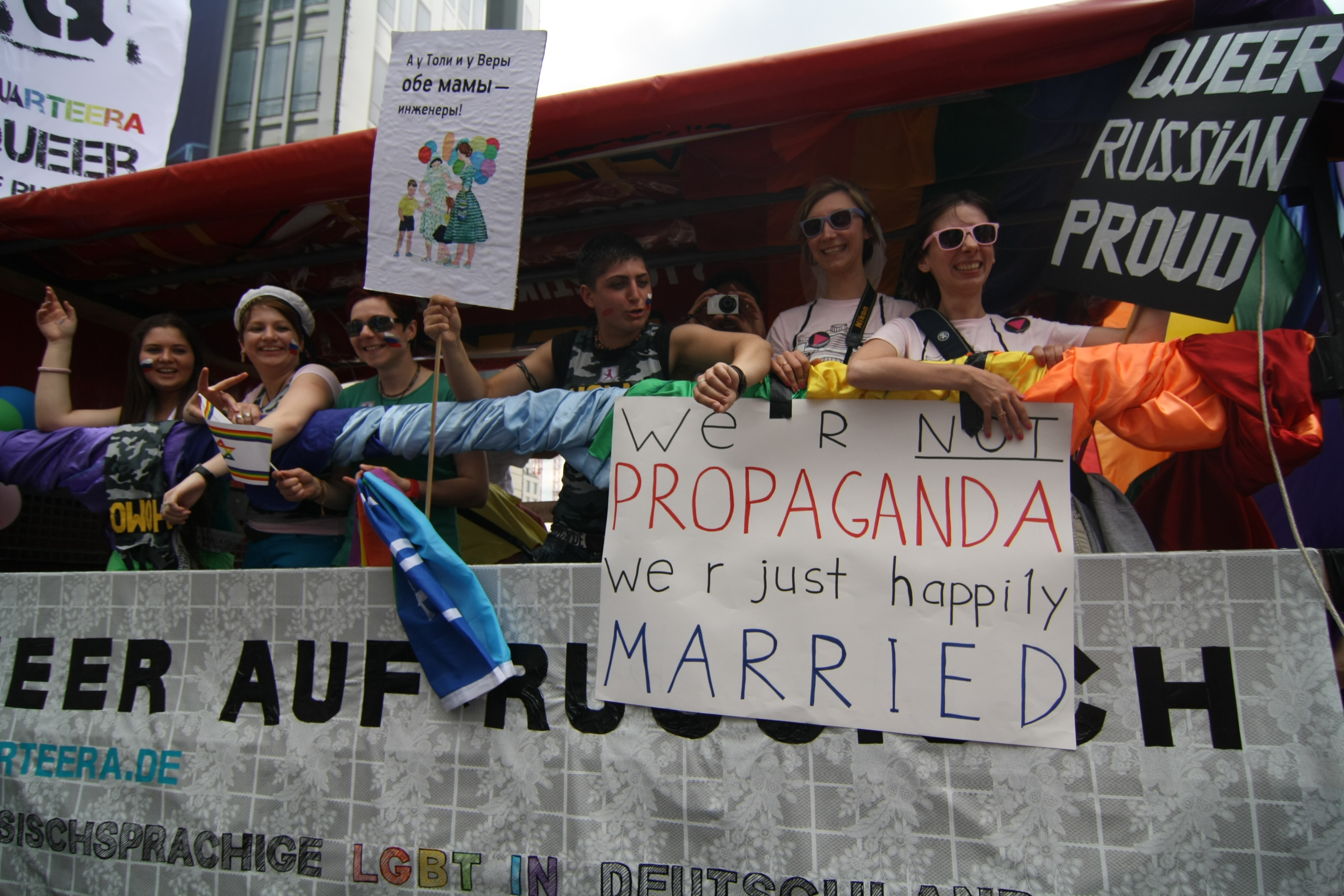
„Wir sind keine Propaganda! Wir sind glücklich verheiratet“ – der Wagen von Quarteera am Berliner CSD 2012

### Aufklärung und Informationsveranstaltungen
Vom 18. bis 28. Dezember 2011 führte Quarteera in Zusammenarbeit mit der St. Petersburger LGBT-Organisation „Vychod“, dem Russischen LGBT-Netzwerk und der feministischen Lesbenorganisation „Gender-L“ einen Aufklärungskurs zum Thema „Homosexualität und Toleranz“ im Rahmen eines Winterlagers für russischsprachige Jugend in der Sächsischen Schweiz durch.
Im Dezember 2012 veröffentlichte Quarteera mit finanzieller Unterstützung der Hirschfeld-Eddy-Stiftung eine Broschüre in deutscher Sprache zur Situation der Homosexuellenrechte in Russland und den Nachfolgestaaten der Sowjetunion. Im Jahr 2021 wurde die Broschüre unter dem Namen „Die Situation von LGBTQ*-Personen in den Staaten der ehemaligen UdSSR“ überarbeitet und neu veröffentlicht. In Zusammenarbeit mit dem Berliner Schwulen Museum organisierte Quarteera im Sommer 2013 eine Ausstellung zur Lage der Homosexuellen in der Sowjetunion und in Russland.
2013 wurde im Verein die Arbeitsgruppe „Aufklärung“ gegründet. Das Ziel dieser Arbeitsgruppe ist die russischsprachigen Berliner über Lesben, Schwule, Bi- und Transgendermenschen zu informieren und dadurch den Vorurteilen entgegenzuwirken.

### Aktionen, Demonstrationen und Proteste
In Zusammenarbeit mit deutschen LGBT-Organisationen organisiert Quarteera verschiedene Demonstrationen und Informationsveranstaltungen zur Unterstützung LGBT in Russland und in anderen Ländern der ehemaligen Sowjetunion. Im Juni 2011 organisierten Quarteera und Lesben- und Schwulenverband in Deutschland eine Demonstration vor der russischen Botschaft in Berlin. An der Demonstration nahm auch der Bundestagsabgeordnete Volker Beck teil.
Im Februar 2012 protestierten Aktivisten von Quarteera gemeinsam mit Vertretern der russischen Organisation „Rainbow Association“, des internationalen Filmfestivals „Side by Side“, des LSVD und der Hirschfeld-Eddy-Stiftung gegen das von Witali Milonow initiierte Gesetz gegen „Homopropaganda“ in Sankt Petersburg. An der Demonstration nahmen auch mehrere deutsche Politiker teil, darunter die Bundestagsabgeordnete Marieluise Beck.
Am 23. Juni 2012 fuhr der Wagen von Quarteera an der Spitze des Umzuges zum Berliner Christopher Street Day, an dem über 700 000 Menschen teilnahmen. Für die Parade wurde ein Plakat im Stile von Pierre et Gilles kreiert, welches den russischen Präsidenten Wladimir Putin und den russischen Ministerpräsidenten Dmitri Medwedew als Liebespaar zeigte. Weltweit nutzen zahlreiche Medien dieses Plakat zur Illustration ihrer Beiträge über den Berliner CSD 2012. Der staatliche russische Fernsehsender Perwy kanal lud ein Mitglied von Quarteera ein, an einer Talk-show in der Primetime teilzunehmen.
Am 23. November 2013 unterbrach der Quarteera-Aktivist Wanja Kilber für einige Minuten die Rede der russischen Duma-Abgeordneten Jelena Misulina während der 2. Compact-Konferenz für Souveränität „Für die Zukunft der Familie!“ in Leipzig. Kilber störte den Vortrag von Misulina, indem er mit rot bemalten Händen vor die Bühne stürzte. Mit einer Regenbogenfahne in der Hand rief er: „Misulina hat das Blut von homosexuellen und transsexuellen Jugendlichen an ihren Händen, die getötet wurden oder Selbstmord begangen haben“. Die Rednerin sprach weiter, während Kilber herauskomplimentiert wurde.
Im Januar 2014 nahm Quarteera an der Debatte zur Situation der Menschenrechte in Russland vor dem Hintergrund der Olympischen Winterspiele in Sotschi im Europaparlament teil. Am 1. Februar 2014 fand im Roten Rathaus in Berlin die deutsch-russische Konferenz Gold For Equal Rights statt. Quarteera war einer der Organisatoren dieser Konferenz, die sich der Lage der LGBT in Russland widmete.
Jedes Jahr findet in mehreren deutschen Städten ein Rainbow-Flashmob statt. Am 17. Mai, dem Internationalen Tag gegen Homophobie, lässt man bunte Luftballons steigen. Im Juli 2012 wurde der Quarteera-Aktivist Wanja Kilber mit dem Preis des Hamburger Prides für die Erfindung des Rainbow-Flashmobs im Jahre 2009 gezeichnet. Damals fand der Flashmob in mehr als 30 russischen Städten statt und ist heute zu einer internationalen Aktion geworden.
Am 18. Juli 2020 veranstaltete Quarteera die erste „Pride-Parade“ in Berlin-Marzahn. Die zweite „Marzahn Pride“ unter dem Moto „Marzahn – das bunte Miteinander!“ fand am 17. Juli 2021 statt und wurde von der Quarteera in Kooperation mit LesLeFam e. V. organisiert. Es haben sich rund 500 Menschen beteiligt.
Am 25. Juni 2023 führte Quarteera die vierte „Marzahn Pride“ unter dem Motto „Pride statt Leid“ durch. Die Organisatoren betonten, dass sie damit die Solidarität mit allen Menschen mit Migrationsgeschichte zeigen wollen, sowie mit den Menschen in ihren Heimatländern. Quarteera bezog dabei klare Position zum Krieg in der Ukraine: „Wir sind für die Abschaffung der kolonialen Außen- und Innenpolitik der Russischen Föderation und die Rückgabe aller beschlagnahmten Territorien. Wir kommen in Erwartung der vollständigen Befreiung der Ukraine von Putins Besatzern!“, so stand es im Manifest der Pride. Die Demonstration endete in einem Straßenfest auf dem Viktor-Klemperer-Platz mit Essen, Redebeiträgen und Auftritten von queeren Künstler aus den osteuropäischen Ländern.  Die Marzahn Pride gehöre inzwischen zu den festen Größen im Berliner Pride Monat und sei „das Aushängeschild für queeres Leben, für queere Sichtbarkeit und für die Toleranz unterschiedlicher Lebensentwürfe im Bezirk“, sagte Vanessa Krah, erste Queer-Beauftragte in Marzahn-Hellersdorf, in ihrer Begrüßungsrede.

### Unterstützung für Asyl-Bewerber
Quarteera unterstützt Menschen, die Asylstatus wegen der Diskriminierung aufgrund der sexuellen Orientierung in Deutschland beantragen wollen. Die Organisation hilft bei der Suche nach Anwälten und bei Vorbereitungen auf die Gespräche mit deutschen Behörden.
Im September 2013 bekam ein 26-jähriger Schwuler aus Nowosibirsk den Asylstatus mit Unterstützung von Quarteera. Das war der erste bekannte Fall, in dem ein Homosexueller aus Russland Asyl in Deutschland wegen der Diskriminierung aufgrund seiner Homosexualität bekommen hat.
Seitdem das Gesetz gegen „Homopropaganda“ in Russland in Kraft getreten ist, bekommt Quarteera nach eigener Meldung mehrere Anfragen täglich mit der Bitte um Hilfestellung beim Asylverfahren. Bis November 2013 konnte allerdings nur zwei Menschen geholfen werden, insgesamt wurden zwölf Fälle bearbeitet. Jedoch rät Quarteera den russischen LGBT ausdrücklich davon ab, Asyl in Deutschland zu beantragen, sondern empfiehlt über andere Möglichkeiten der Auswanderung nachzudenken, da ein erfolgreicher Ausgang des Asylverfahrens in Deutschland kaum zu erwarten ist.

### Modellprojekt „Разнообразие heißt Vielfalt“
Seit September 2019 beteiligt sich Quarteera als Kooperationspartner im Modellprojekt „Разнообразие heißt Vielfalt“, das Stiftung Akademie Waldschlösschen im Rahmen des Programms „Modernisierung und Ausbau der Trägerstrukturen der politischen Erwachsenenbildung - Stärkung und Diversifizierung“ der Bundeszentrale für politische Bildung durchführt. Ziel des Projektes ist die Initiierung einer Professionalisierung von russischsprachigen Multiplikatoren, um die queere russischsprachige Community in Deutschland zu fördern, qualifizieren und stärken.

## Belege
1. 1 2 3 4 5 6 7 8 9 10  Xenija Maximova: Berliner «Quartier». Deutschland und Russland (Goethe-Institut), März 2012, abgerufen am 8. November 2012.
2. 1 2  Ananda Grade: Mit Kunst gegen das Anti-Homosexuellen-Gesetz. Deutsche Welle, 23. August 2013, abgerufen am 23. September 2013.
3. 1 2 3 4 5  Olga Sokolowa: Regenbogenwohnung. To4ka-Treff (Goethe-Institut), Juli 2012, abgerufen am 8. November 2012 (russisch). (Russische Version)
4. 1 2 3 4 5  Xenia Maximova: Regenbogen-Pipeline und Papp-Putin. Berliner Zeitung, 20. Juni 2012, abgerufen am 8. November 2012.
5. 1 2  Ольга Кузьменкова: Россия теряет молодых, образованных. Русская планета, 30. November 2013, archiviert vom Original am 3. Dezember 2013; abgerufen am 15. Dezember 2013 (russisch).
6. ↑  ЛГБТ-организация «Выход», Российская ЛГБТ-сеть, феминистская и ЛГБТ-организация «Гендер-Л» просвещают русскоязычную молодёжь в Германии. Российская ЛГБТ-сеть, archiviert vom Original am 19. Februar 2014; abgerufen am 15. Dezember 2013 (russisch).
7. ↑  Pressekonferenz zur Situation von Lesben, Schwulen und Transgender in den Staaten der ehemaligen UdSSR. LSVD, 13. Dezember 2012, abgerufen am 30. November 2013.
8. ↑  PANDA platforma: Paneldiskussion "Die Situation von LGBTIQ* in den Staaten der ehem. UdSSR". In: PANDA Platforma. Abgerufen am 3. April 2023 (amerikanisches Englisch).
9. ↑  Alexandra Belopolsky: Queer auf Russisch: Ein anderes Zuhause. Der Tagesspiegel, 7. September 2015, abgerufen am 24. Dezember 2015.
10. ↑  Homophobie: Schande vor Russlands Botschaft. siegessäule, 26. Juni 2011, archiviert vom Original am 19. Februar 2014; abgerufen am 3. Oktober 2013.
11. ↑  В Берлине прошла демонстрация против петербургского закона о гей-пропаганде. Lenta.ru, 16. Februar 2012, abgerufen am 23. September 2013 (russisch).
12. ↑  В Берлине 200 человек потребовали отменить закон против геев, принятый в Петербурге. NewsBalt, 16. Februar 2012, archiviert vom Original am 21. Februar 2014; abgerufen am 15. Dezember 2013 (russisch).
13. ↑  «Геи — идеальный внутренний враг». Radio Swoboda, 17. Februar 2012, abgerufen am 23. Januar 2014 (russisch).
14. ↑  QUEERde: Protest gegen Elena Misulina beim "Compact"-Kongress in Leipzig auf YouTube, 23. November 2013, abgerufen am 25. Februar 2024 (Laufzeit: 0:19 min).
15. ↑  Сергей Ромашенко: Соавтора антигейского закона в РФ Мизулину встретили в ФРГ протестами. Deutsche Welle, 24. November 2013, abgerufen am 30. November 2013 (russisch).
16. 1 2  Дмитрий Волчек: Мизулина и саксонские мракобесы. Radio Swoboda, 25. November 2013, abgerufen am 15. Dezember 2013 (russisch).
17. ↑  Annette Langer: "Compact"-Konferenz: Krude Thesen bei Homophoben-Veranstaltung. Spiegel Online, 23. November 2013, abgerufen am 15. Dezember 2013.
18. ↑  Die Woche im Europaparlament: Erdogan im EP, Menschenrechte in Russland und Europäisches Semester. Europäisches Parlament, 20. Januar 2014, abgerufen am 23. Januar 2014.
19. ↑  Elmar Kraushaar: Berliner Verein Quarteera: Gold für gleiche Rechte. Berliner Zeitung, 30. Januar 2014, abgerufen am 1. Februar 2014.
20. ↑  Pressekonferenz zur Situation von LGBT in Russland im Rahmen der Tagung «Gold for Equal Rights». Focus Online, 15. Januar 2014, abgerufen am 2. Februar 2014.
21. ↑  Kurz vor Sotschi 2014: «Gold for equal rights» im Roten Rathaus. radioeins, 1. Februar 2014, archiviert vom Original am 2. Februar 2014; abgerufen am 2. Februar 2014.
22. 1 2  Rainbow-Flash-Erfinder: Hamburger Pride-Award geht an Wanja Kilber. Queer.de, 30. Juli 2013, abgerufen am 23. Januar 2014.
23. ↑  Erste Pride-Parade der russischsprachigen LGBT*-Community in Marzahn. 17. Juli 2020, abgerufen am 26. Oktober 2021.
24. ↑  CSD 2021: Zweiter Marzahn-Pride. Abgerufen am 26. Oktober 2021.
25. ↑  Pride-Parade zieht zum zweiten Mal durch Berlin-Marzahn. Abgerufen am 26. Oktober 2021.
26. ↑  Marzahn Pride 2023. Abgerufen am 28. Juni 2023.
27. ↑  Max Leyendecker: Queere Demos: Mit Pride in den Sommer. In: Die Tageszeitung: taz. 25. Juni 2023, ISSN 0931-9085 (taz.de [abgerufen am 28. Juni 2023]).
28. ↑  Laut und regenbogenbunt: Das war die Marzahn Pride 2023. 24. Juni 2023, abgerufen am 28. Juni 2023 (deutsch).
29. ↑  Юлия Вишневецкая: Гомосексуалы из России ищут убежище за границей. Deutsche Welle, 13. November 2013, abgerufen am 15. Dezember 2013 (russisch).
30. ↑  Татьяна Ковынева: Новосибирский врач получил убежище в Германии, признавшись, что он — гей. КП, 2. Oktober 2013, abgerufen am 3. Oktober 2013 (russisch).
31. ↑  Анна Петерс, Мария Рюттингер: Как гей из России получил убежище в ФРГ. Deutsche Welle, 8. November 2013, abgerufen am 15. Dezember 2013 (russisch).
32. ↑  Gregor Gysi: Der erste schwule Flüchtling aus Russland. Die Zeit, Nr. 44, 24. Oktober 2013, abgerufen am 15. Dezember 2013.
33. ↑  Quarteera e.V., Berlin - BVRE-Bundesverband russischsprachiger Eltern. Archiviert vom Original (nicht mehr online verfügbar) am 28. September 2020; abgerufen am 26. Oktober 2021.  Info: Der Archivlink wurde automatisch eingesetzt und noch nicht geprüft. Bitte prüfe Original- und Archivlink gemäß Anleitung und entferne dann diesen Hinweis.
34. ↑  Über das Modellprojekt. In: raznoobrasije. Abgerufen am 26. Oktober 2021 (amerikanisches Englisch).